# Св. св. Константин и Елена (Суходол)
Вижте пояснителната страница за други значения на Св. св. Константин и Елена.
„Св. св. Константин и Елена“ (на македонска литературна норма: „Св. св. Константин и Елена“) е православна църква в демирхисарското село Суходол, Северна Македония. Църквата е под управлението на Крушевско-Демирхисарската епархия на Македонската православна църква.
Църквата е гробищен храм, разположен в северния край на Суходол. Изградена е в 1830 година. В архитектурно отношение е описан кръст с купол и с тристранна апсида на изток и трем на запад. Покрита е архитравно с дървен покрив. Фасадите са измазани. Храмът не е изписан.